# Magyar országgyűlési választási rendszer
A magyar országgyűlési választási rendszer határozza meg, hogy hogyan választják Magyarországon a parlamenti képviselőket. A jelenleg hatályos szavazási rendszer egy kétszavazatos, töredékszavazat-visszaszámláló vegyes rendszer, rendszer ami azt jelenti, hogy a képviselők egy részét egyéni ágon választják (helyi, egymandátumos választókerületekben), egy másik részét pedig kompenzációs listáról a pártlistás szavazatok és az egyéni ágról átvitt töredékszavazatok alapján.
A 2011-ben elfogadott választási törvény szerint az országgyűlési képviselők választása a korábbiaktól eltérően egyfordulós, amivel az addig inkább arányos rendszert inkább többségire változtatta. Megszűnt a részvételi küszöb: a választás akkor is érvényes, ha azon a jogosultak felénél kevesebben vesznek részt.
A parlament 199 fősre csökkent. Az országgyűlési választáson megszűntek a területi listák, tehát a választók közvetlenül az országos pártlistákra szavaznak. Jelentősen módosult a listás helyek szétosztását befolyásoló töredékszavazatok számítása: az új törvény szerint az egyéni választókerületekben alulmaradt jelöltekre adott szavazatok számához, hanem az egyéni választókerület győztesei után is jár „töredék” (győzteskompenzáció) — annyi, amennyi a győztes és a második helyezett szavazatainak különbsége (mínusz 1).
További változás, hogy az országos listákra kapott határon túli magyar állampolgárok is szavazhatnak.
Négyévente (az előző Országgyűlés megválasztását követő negyedik év április vagy május hónapjában) országgyűlési választásokat kell tartani. Az országgyűlési választás időpontját legkésőbb 72 nappal a választás előtt a köztársasági elnök tűzi ki. Az országgyűlési lehet általánosak vagy időközi.

## Választási rendszer típusa
A magyar választási rendszer az egyszavazatos pozitív töredékszavazati rendszer (kompenzációs) és a kétszavazatos árokrendszer (nem-kompenzációs) vegyes rendszerek keveréke, ugyanis az árokrendszerhez hasonlóan számlált listás szavazatokhoz hozzáadják a pozitív töredékszavazatokat, amik a vesztes jelöltekre leadott szavazatok (veszteskompenzáció) és a győztesekre leadott többletszavaztok (győzteskompenzáció).
A töredékszavazati módszer nagyban elkülöníti a német típusú vegyes arányos választási rendszertől, amin a pártok által már megszerzett egyéni mandátumokat (nem pedig érvényesült szavazatokat) veszik figyelembe, így a magyar rendszerben olyan pártok is szerezhetnek kompenzációs mandátumot, akik felülreprezentáltak (ez lehet akár győztes-, akár veszteskompenzációból szerzett töredékszavazatokkal).
| Kompenzációs vegyes választási rendszerek | Egyszavazatos vegyes rendszerek | Kétszavazatos vegyes rendszerek |
| ----------------------------------------- | --- | --- |
| Mandátum-kapcsolat alapú                  | MSV, avagy egyszavazatos vegyes rendszerek - egyszavazatos MMP | MMP, avagy vegyes arányos rendszer (a német rendszer) - AMS (az MMP félarányos verziójának neve az Egyesült Királyságban) AV+ ("alternatív szavazat plusz")                            |
| Szavazat-kapcsolat alapú                  | MSV, avagy egyszavazatos vegyes rendszerek (töredékszavazat-visszaszámláló rendszerek) - magyar önkormányzati vegyes választási rendszer (félarányos) DMP (kéttagú arányos képviseleti rendszer) | Hibridek (MSV+árokrendszer): - Pozitív szavazatátadás: a magyar (országgyűlési) rendszer - Negatív szavazatátvitel: az olasz rendszer (scorporo) MBTV (vegyes preferenciális szavazat) |

## Választójog
Magyarország alaptörvénye szerint minden állampolgárt általános és egyenlő választójog illet meg, a szavazás pedig mindenkor közvetlen és titkos. A választójog Magyarországon önkéntes és szabad.
Az országgyűlési képviselők választását a 2011. évi CCIII. törvény szabályozza.
A választási szabályokat meghatározó törvényeket érintően lényeges változásként a 2012. január 1-től hatályos Alaptörvény megtiltotta, hogy a választásról szóló törvények tartalmáról népszavazást lehessen tartani. A tilalom bevezetésének szükségességét az előterjesztők nem indokolták.

### Aktív választójog
- Minden, magyarországi lakhelyű személy
  - egy egyéni választókerületi jelöltre és
  - egy pártlistára szavazhat;

- minden, Magyarországon lakhelyű, a névjegyzékben nemzetiségi választópolgárként szereplő személy
  - egy egyéni választókerületi jelöltre és
  - nemzetiségének listájára (annak hiányában pedig egy pártlistára) szavazhat;

- minden olyan jogosult, akinek nincs magyarországi lakhelye, egy pártlistára szavazhat.

### Passzív választójog
A passzív választójog a választási rendszer azon eleme, hogy ki vehet részt a választásokon jelöltként.

### Választójog gyakorlásának korlátozása
Magyarország Alaptörvénye SZABADSÁG ÉS FELELŐSSÉG fejezet XXIII. cikk (6) bek-ben foglaltak szerint:" Nem rendelkezik választójoggal az, akit bűncselekmény elkövetése vagy belátási képességének korlátozottsága miatt a bíróság a választójogból kizárt. Nem választható az Európai Unió más tagállamának magyarországi lakóhellyel rendelkező állampolgára, ha az állampolgársága szerinti állam jogszabálya, bírósági vagy hatósági döntése alapján hazájában kizárták e jog gyakorlásából."
Ugyanezt megfogalmazhatjuk a következőképpen is:
- akik közügyektől eltiltás hatálya alá esnek, mivel a választás közügy,
- akiket elmebeli állapotuk miatt a 2013. évi XXXVI. törvény 9/A. alcíme alapján kizártak a választójog gyakorlásából[4]

## Egyéni választókerületek
Minden országgyűlési egyéni választókerületben (OEVK) egy országgyűlési képviselő választható. A választókerületek kialakításánál a következőket kell figyelembe venni:
- nem léphetik át a főváros és a vármegyék közigazgatási határait,
- összefüggő területeket kell alkossanak,
- a választásra jogosultak száma az átlaghoz közelítő kell legyen.

A főváros és a települések több választókerületre oszthatók, ha ezt a jogosultak száma indokolja – a kerülethatárokat nem kell figyelembe venni. Egy OEVK választóinak száma az egyéni választókerületek választásra jogosultjainak országos számtani átlagától 15%-nál nagyobb mértékben csak kivételes esetben térhet el, 20%-nál pedig újra kell rajzolni az érintett OEVK határait.
Az egyéni választókerületek határait a választások napja és az azt megelőző év január 1. között módosítani nem lehet.
| Magyarországi egyéni országgyűlési választókerületek |                        |                                  |
|                                                      | Vármegye               | Egyéni választó- kerületek száma |
| 1.                                                   | Budapest               | 18                               |
| 2.                                                   | Baranya                | 4                                |
| 3.                                                   | Bács-Kiskun            | 6                                |
| 4.                                                   | Békés                  | 4                                |
| 5.                                                   | Borsod-Abaúj-Zemplén   | 7                                |
| 6.                                                   | Csongrád-Csanád        | 4                                |
| 7.                                                   | Fejér                  | 5                                |
| 8.                                                   | Győr-Moson-Sopron      | 5                                |
| 9.                                                   | Hajdú-Bihar            | 6                                |
| 10.                                                  | Heves                  | 3                                |
| 11.                                                  | Jász-Nagykun-Szolnok   | 4                                |
| 12.                                                  | Komárom-Esztergom      | 3                                |
| 13.                                                  | Nógrád                 | 2                                |
| 14.                                                  | Pest                   | 12                               |
| 15.                                                  | Somogy                 | 4                                |
| 16.                                                  | Szabolcs-Szatmár-Bereg | 6                                |
| 17.                                                  | Tolna                  | 3                                |
| 18.                                                  | Vas                    | 3                                |
| 19.                                                  | Veszprém               | 4                                |
| 20.                                                  | Zala                   | 3                                |
| Összesen                                             | Összesen               | 106                              |

## Jelöltállítás
Egyéni képviselőjelöltként annak a legalább 18 éves, magyar állampolgárságú személynek a neve kerülhet a szavazólapra, aki legalább 500, az ajánló személyi számával és aláírásával ellátott ajánlást tudott összegyűjteni. Az ajánlásokat minden induló képviselő az NVI által kiadott ajánlóíven gyűjti. Egy választópolgár érvényesen a lakóhelye szerinti választókerületben több jelöltet is támogathat. Egyéni képviselőjelölt lehet független vagy párt jelöltje. A pártok állíthatnak közös jelöltet is, de egy jelölt csak egy EVK-ban fogadhat el jelölést.
Országos listát az a párt állíthat, amelynek 71 választókerületben, de legalább 14 vármegyében és Budapesten van egyéni jelöltje.
Egy párt állíthat saját vagy más párttal közös listát, azonban csak egy lista állításában lehet érdekelt. Az országos lista zárt, meghatározott sorrendben szerepelnek rajta a képviselők, számuk a listán megszerezhető helyek legfeljebb háromszorosa lehet. Amennyiben egy képviselő szerepel egy párt országos listáján, úgy egyéniben is az adott párt színeiben kell induljon.
Nemzetiségi listát állíthatnak az országos nemzetiségi önkormányzatok. A nemzetiségi lista állításához a nemzetiségi választópolgárok 1%-ának, de legfeljebb 1500 főnek ajánlása szükséges. A nemzetiségi listának legalább 3 főből kell állnia, a nemzetiségek nem alkothatnak közös listát.

## A választás eredményének megállapítása
Az egyéni választókerületben az a jelölt lesz országgyűlési képviselő, aki a legtöbb érvényes szavazatot kapta. Szavazategyenlőség esetén időközi választást kell kiírni, és minden, az adott választókerületben leadott szavazatból töredékszavazat lesz.
Nem kap mandátumot az a pártlista, amely nem éri el a párt-, illetve nemzetiségi listákra leadott összes érvényes szavazat legalább 5 %-át. Ez a küszöb két párt közös listájánál 10%, három vagy annál több pártnál 15% (a töredékszavazatok nélkül).

### A töredékszavazatok számítása
Az egyéni választókerületekben keletkeznek töredékszavazatok is az egyéni jelöltek választása során, melyek az országos pártlistákra leadott szavazatokhoz adódnak hozzá. Töredékszavazatnak minősülnek az azon egyéni képviselőjelöltekre leadott szavazatok, akik végül nem szereztek mandátumot az adott kerületben, illetve a mandátumot szerzett képviselőjelölt és a másodikként végzett jelölt közötti szavazatkülönbség eggyel csökkentett értéke. Ez természetesen csak akkor érvényes, ha átlépték az országos listás küszöböt. Független jelöltnél nincs töredékszavazat.

### Az országos listáról megszerezhető mandátumok kiosztása
Össze kell adni a töredékszavazatokat, a pártlistás szavazatokat és a nemzetiségi listára leadott szavazatokat, majd az így kapott számot el kell osztani 93-mal, ezt a számot el kell osztani 4-gyel, ez az egész szám lesz a kedvezményes kvóta. Az a nemzetiségi lista kaphat 1 kedvezményes mandátumot, ahol a szavazatok száma meghaladja az előbb megállapított számot.
Az országos listán megszerezhető 93 mandátumot annyival kell csökkenteni, amennyi kedvezményes mandátum ki lett osztva. Például ha 1 német és 1 cigány kedvezményes mandátumot osztanak ki, akkor már csak 91 kerül kiosztásra a pártok és a nemzetiségek között.
Az így fennmaradó mandátumok d’Hondt-mátrix segítségével kerülnek kiosztásra azzal a kiegészítéssel, hogy a pártlisták összesített szavazatai mellé felírjuk még a nemzetiségi listák kedvezményes kvótával csökkentett szavazatait is. Így még ők is kaphatnak mandátumot a kedvezményesen felül.
Az országos lista által megszerzett mandátumokat a jelöltek az országos listán elfoglalt helyük sorrendjében szerzik meg úgy, hogy a listáról törlésre kerülnek az egyéni választókerületben mandátumot szerző jelöltek. Amennyiben az országos listán maradt jelöltek száma kevesebb, mint a kiosztható mandátumok száma, akkor a ki nem osztott mandátum betöltetlen marad.

### Példa
A szemléltetés egyszerűbbé tétele érdekében példánkban mind a képviselői helyek, mind a választók számát a valósághoz képest egy nagyságrenddel alacsonyabban határozzuk meg. Tehát 199 helyett legyen a képviselői helyek száma: 19. Ebből (106 helyett) 10 egyéni, (93 helyett) 9 listás mandátum.
Szavazáson megjelentek száma: 500 000 fő. Tételezzük fel, hogy a szavazók egyenlő arányban oszlanak meg az egyes választókerületek között, azaz egy-egy választókerületben 50-50 ezer leadott szavazat van.
A példában négy párt verseng a helyekért. A választások eredménye az egyes választókerületekben az alábbi táblázatban látható. Az egyes választókerületek győzteseit zöld színnel, a második helyezettet sárga színnel jelöljük (ennek a töredékszavazatok számítása során van jelentősége).
| Választási eredmény           | Választási eredmény | Választási eredmény | Választási eredmény | Választási eredmény |
| Választókerület               | Párt 1              | Párt 2              | Párt 3              | Párt 4              |
| ----------------------------- | ------------------- | ------------------- | ------------------- | ------------------- |
| 1                             | 27 000              | 13 000              | 6 000               | 4 000               |
| 2                             | 26 000              | 14 000              | 6 000               | 4 000               |
| 3                             | 25 000              | 15 000              | 6 000               | 4 000               |
| 4                             | 24 000              | 16 000              | 6 000               | 4 000               |
| 5                             | 23 000              | 17 000              | 6 000               | 4 000               |
| 6                             | 22 000              | 18 000              | 6 000               | 4 000               |
| 7                             | 21 000              | 19 000              | 6 000               | 4 000               |
| 8                             | 19 000              | 21 000              | 6 000               | 4 000               |
| 9                             | 18 000              | 22 000              | 6 000               | 4 000               |
| 10                            | 17 000              | 23 000              | 6 000               | 4 000               |
| Megszerzett szavazatok aránya | 44,4%               | 35,6%               | 12,0%               | 8,0%                |
| Elnyert egyéni mandátumok     | 7                   | 3                   | 0                   | 0                   |

Példánkban feltételezzük, hogy minden szavazó annak a pártnak az országos listájára adta a voksát, amelyiknek a jelöltjére az egyéni választókerületben szavazott. A vesztesekre leadott szavazatok teljes egészében beszámítanak a töredékszavazatok közé. Az egyéni választókerület győzteseire leadott szavazatokból pedig úgy képezzük a töredékszavazatokat, hogy a győztesre adott szavazatokból levonjuk a második helyezettre adott szavazatok eggyel növelt számát.
Így a listás szavazatok száma az alábbiak szerint alakul:
| Listás szavazatok számítása         | Listás szavazatok számítása | Listás szavazatok számítása | Listás szavazatok számítása | Listás szavazatok számítása |
|                                     | Párt 1                      | Párt 2                      | Párt 3                      | Párt 4                      |
| ----------------------------------- | --------------------------- | --------------------------- | --------------------------- | --------------------------- |
| Országos listán kapott szavazat     | 222 000                     | 178 000                     | 60 000                      | 40 000                      |
| Megszerzett szavazatok aránya       | 44,4%                       | 35,6%                       | 12,0%                       | 8,0%                        |
| Vesztes jelöltek töredék szavazatai | 54 000                      | 112 000                     | 60 000                      | 40 000                      |
| Győztes jelöltek töredék szavazatai | 55 993                      | 11 997                      | 0                           | 0                           |
| Összes listás szavazat              | 331 993                     | 301 997                     | 120 000                     | 80 000                      |
| Összes listás szavazat aránya       | 39,8%                       | 36,2%                       | 14,4%                       | 9,6%                        |

A listás szavazatokból a D’Hondt-módszer segítségével megállapítjuk az egyes pártoknak jutó listás mandátumokat. A módszer szerint minden párt listás szavazatait sorban elosztjuk eggyel, kettővel, hárommal, stb. A legnagyobb osztó az elnyerhető listás mandátumok száma (példánkban 9), így az alábbi táblázatot kapjuk:
| D’Hondt mátrix | D’Hondt mátrix | D’Hondt mátrix | D’Hondt mátrix | D’Hondt mátrix |
| Osztó          | Párt 1         | Párt 2         | Párt 3         | Párt 4         |
| -------------- | -------------- | -------------- | -------------- | -------------- |
| 1              | 331 993        | 301 997        | 120 000        | 80 000         |
| 2              | 165 997        | 150 999        | 60 000         | 40 000         |
| 3              | 110 664        | 100 666        | 40 000         | 26 667         |
| 4              | 82 998         | 75 499         | 30 000         | 20 000         |
| 5              | 66 399         | 60 399         | 24 000         | 16 000         |
| 6              | 55 332         | 50 333         | 20 000         | 13 333         |
| 7              | 47 428         | 43 142         | 17 143         | 11 429         |
| 8              | 41 499         | 37 750         | 15 000         | 10 000         |
| 9              | 36 888         | 33 555         | 13 333         | 8 889          |

A táblázat celláiban szereplő számokat sorba rendezzük, és ez alapján osztjuk szét a mandátumokat. Az 1-9-ig jelölt cellák jelentik a kiosztott mandátumokat, és hogy azok milyen sorrendben kerültek kiosztásra. Tehát a Párt 1 kapja az első mandátumot, a Párt 2 a másodikat, majd ismét a Párt 1 kap egy mandátumot, a negyediket ismét a Párt 2, az ötödik jut a Párt 3-nak, és így tovább.
| Rangsor                         | Rangsor | Rangsor | Rangsor |
| Párt 1                          | Párt 2  | Párt 3  | Párt 4  |
| ------------------------------- | ------- | ------- | ------- |
| 1                               | 2       | 5       | 9       |
| 3                               | 4       | 13      | 19      |
| 6                               | 7       | 19      | 25      |
| 8                               | 10      | 24      | 27      |
| 11                              | 12      | 26      | 30      |
| 14                              | 15      | 27      | 32      |
| 16                              | 17      | 29      | 34      |
| 18                              | 21      | 31      | 35      |
| 22                              | 23      | 32      | 36      |
| Elnyert listás mandátumok száma |         |         |         |
| 4                               | 3       | 1       | 1       |

Tehát az összes mandátum kiosztása után az országgyűlés összetétele az alábbiak szerint alakul:
| Országgyűlés összetétele  | Országgyűlés összetétele | Országgyűlés összetétele | Országgyűlés összetétele | Országgyűlés összetétele |
|                           | Párt 1                   | Párt 2                   | Párt 3                   | Párt 4                   |
| ------------------------- | ------------------------ | ------------------------ | ------------------------ | ------------------------ |
| Egyéni                    | 7                        | 3                        | 0                        | 0                        |
| Listás                    | 4                        | 3                        | 1                        | 1                        |
| Összesen                  | 11                       | 6                        | 1                        | 1                        |
| Elnyert mandátumok aránya | 57,9%                    | 31,6%                    | 5,3%                     | 5,3%                     |

## Nemzetiségi szószóló
Lehetőségük van nemzetiségi szószólót küldeniük az Országgyűlésbe azoknak a nemzetiségi listát állító nemzetiségeknek, amelyek nem érték el a kedvezményes mandátumhoz szükséges szavazatszámot. A nemzetiségi szószóló a listájukon 1. helyen szereplő személy lesz.

## Megüresedett mandátumok betöltése
Egyéni választókerületekben időközi választást kell kiírni, ha
- a választáson nincs jelölt,
- a legtöbb szavazatot két vagy több jelölt egyenlő szavazatszámmal szerzi meg,
- a megválasztott egyéni választókerületi képviselő megbízatása megszűnik (pl. halál).

Országos listán szerzett mandátum esetében a párt vagy nemzetiségi önkormányzat megjelölhet valakit a listáról, ellenkező esetben a soron következő képviselő tölti be a mandátumot. Amennyiben nincs több képviselő a listán, úgy a mandátum betöltetlen marad. Ugyanígy kell feltölteni a nemzetiségi szószóló pozícióját.

## A választási szervek
A választási eljárásról szóló 2013. évi XXXVI. törvény (a továbbiakban: választási eljárási törvény) szabályozza a választási eljárást. A választásokat lebonyolító és felügyelő szervek a választási bizottságok és ezek végrehajtó apparátusai, a választási irodák.
Választási bizottságok (választási eljárási törvény 14. § (2) bekezdés):
- a szavazatszámláló bizottság (azokon a településeken, ahol csak egy szavazókör van, nem választanak ilyet),
- a helyi választási bizottság,
- az országgyűlési egyéni választókerületi választási bizottság (OEVVB),
- a területi választási bizottság és
- a Nemzeti Választási Bizottság (NVB).

Választási irodák (választási eljárási törvény 51. § (1) bekezdés):
- külképviseleti választási iroda,
- helyi választási iroda,
- országgyűlési egyéni választókerületi választási iroda,
- területi választási iroda,
- Nemzeti Választási Iroda.

A választási bizottságok független, csak a törvénynek alárendelt szervek. Feladatuk az eredmények megállapítása, a választások törvényességének biztosítása, a pártatlanság érvényesítése és szükség esetén a választás törvényes rendjének helyreállítása. A választási eredmény megállapítását követően a választási bizottságok adják át a megbízatást a képviselőknek.
Az NVB öt tagját és a szükséges számú póttagot legkésőbb 51 nappal az első választási forduló előtt az Országgyűlésnek kell megválasztania a belügyminiszternek a pártok javaslatait figyelembe vevő indítványa alapján. Az egyéni választókerületi, illetve a területi választási bizottságok legalább három-három tagját a fővárosi illetve a megyei közgyűlések választják meg a területi választási iroda vezetőjének indítványa alapján, ugyancsak legkésőbb 51 nappal az első választási forduló előtt. A 11 ezer szavazatszámláló bizottság három-három tagját és a szükséges póttagokat a választások első fordulója előtt legkésőbb húsz nappal választják meg az önkormányzatok képviselőtestületei a helyi választási iroda vezetőjének indítványa alapján.
A választási bizottságok végrehajtó szervei mind az öt szinten a választási irodák. Feladatuk a választások lebonyolításához szükséges számítógépes rendszer üzemeltetése, a helyiségek biztosítása és a jelöltek választási jegyzékbe vétele. Az Országos Választási Iroda (OVI) működését a belügyminiszter felügyeli.

## Jogorvoslat
A szavazatszámláló bizottság tevékenysége vagy döntése elleni kifogásról az OEVVB dönt. Az OEVVB határozata ellen fellebbezést lehet benyújtani az NVB-hez, az NVB határozataival szemben pedig a Kúriához lehet bírósági felülvizsgálati kérelemmel fordulni.
A kampányban tapasztalt törvénysértés gyanújával kapcsolatban az OEVVB-hez vagy az NVB-hez kell fordulni.

## Kritikák
Az országgyűlés az új választási rendszer kidolgozása során úgy módosította az alkotmányt, hogy a választójogot előzetes regisztrációhoz kötötte, annak ellenére, hogy szakértők szerint egy ilyen szabályozás csökkentené a választási részvételt. Az Alkotmánybíróság végül 2012 végén megállapította, hogy a magyarországi lakóhellyel rendelkező állampolgárok esetében a regisztrációs kötelezettség indokolatlanul korlátozza a választójogot, ezért alaptörvény-ellenes, és a jogszabályt megsemmisítette.
A Társaság a Szabadságjogokért (TASZ) szerint a nemzetiségi listára szavazó választópolgár listás szavazata legjobb esetben is csak minimális politikai befolyást tesz lehetővé. Ennek kapcsán egy nemzetiségi párt, a Magyarországi Cigánypárt (MCP) felszólította a nemzetiségi választópolgárokat, hogy ne éljenek a lehetőséggel, ugyanis véleményük szerint a kisebbségek azáltal, hogy nem adhatják le szavazatukat a pártlistára, súlyos jogfosztást szenvednek el. A TASZ és az MCP érvelése ellen hozzák fel, hogy a nemzetiségi listáról megválasztott képviselők elvileg nem pártérdekeket képviselnek, hanem a konkrét nemzetiségeknek a képviselői.[forrás?]
A kritikusok szerint az új választási rendszer lényegében ellehetetleníti, hogy külön listát állító pártok közös egyéni jelölteket állítsanak, ugyanis ilyenkor a töredékszavazatok elvesznek, és ez kifejezetten az ellenzéki összefogás akadályozására irányuló, védhetetlen rendelkezés.
Kovács és Stumpf tanulmányában rámutatott, hogy a jelenlegi rendszer nagyobb hajlandóságot mutat az aránytalanságra. A kialakult aránytalanság forrását keresve a modellben három belső és egy külső tényezőt azonosítottak. A belső tényezők: 1. az egyéni és listás mandátumok arányainak megváltozása, 2. a győztesnek járó "premizáció" bevezetése, 3. az önálló kompenzációs lista megszüntetése;  külső tényező: a pártok erőviszonyainak országos és kerületi szintű alakulása. A gerrymandering hatást hiába próbálta cáfolni a Századvég és a Nézőpont is, a 2014-es választások adatai szignifikáns összefüggést mutattak a Fidesz népszerűsége és az EVK választásra jogosultjainak száma között. Így a Fidesz szavazatai 3-4%-kal voltak erősebbek.
További kritikaként merül fel, hogy az egyéni mandátumot nyert képviselőre leadott szavazatokból is képeznek az országos pártlistára beszámítandó töredékszavazatokat, amik így a győztesek túlkompenzációját jelenti. A törvényalkotók erre úgy reagálnak, hogy így biztosítható, hogy ne legyen elveszett szavazat.